# Miriam Cahn
Miriam Cahn (Basilea, 21 luglio 1949) è un'artista e pittrice svizzera.
Miriam Cahn, che è di origini ebraiche  ha studiato alla Schule für Gestaltung Basel di Basilea, dal 1968 al 1975.
I suoi dipinti e i suoi disegni si concentrano su temi quali il femminismo, incorporando in essi rituali femminili quali il parto o il ciclo mestruale, nonché "violente e scioccanti rappresentazioni degli organi sessuali"; spesso le sue opere vengono create usando metodi non convenzionali.
Nel 2016 Armando Ruinelli ha costruito lo studio per Cahn.